# Trans-Atlantische tunnel
Een trans-Atlantische tunnel is een theoretische tunnel onder de Atlantische Oceaan tussen Europa (Londen) en Noord-Amerika (New York), om zo de twee continenten met elkaar te verbinden.
In de tunnel zou men gebruik kunnen maken van magneetzweeftreinen.
Met geavanceerde technologieën zou men snelheden van 500 tot 8.000 km/h kunnen halen.
Plannen voor een tunnel zoals deze zijn nooit verder geraakt dan de conceptuele fase, en niemand streeft momenteel dit project na. De meest genoemde route is die tussen de Verenigde Staten en het Verenigd Koninkrijk, of, meer specifiek, New York en Londen. De belangrijkste hindernissen bij de bouw van zulk een tunnel zijn de kosten - mogelijk $12 biljoen - en de grenzen van de huidige kennis van materialen. Ook bij bestaande grote tunnels, zoals de Kanaaltunnel en de Seikantunnel, die minder geavanceerde technologie gebruiken dan een eventuele trans-Atlantische tunnel, blijft de prijs de grootste spelbreker. Een trans-Atlantische tunnel is ongeveer 200 keer langer dan de langste bestaande tunnel en zou zo mogelijk 3000 keer zoveel kosten.
In 2003 zond Discovery Channel in het tv-programma Extreme Engineering een reportage uit getiteld "Transatlantic tunnel", waarin de voorgestelde tunnel in detail besproken wordt.

## Geschiedenis
Suggesties voor een tunnel zoals deze gaan terug naar Jules Verne die erover schreef in 1895. In 1913 werd de roman Der Tunnel, van de Duitse auteur Bernhard Kellerman gepubliceerd. Deze roman inspireerde vier films met dezelfde naam: een in 1914 door William Wauer, en afzonderlijke Duitse, Franse en Engelse versies kwamen uit in 1933 en in 1935. De Duitse en Franse versies werden geschreven door Curtis Bernhardt en de Engelse versie werd gedeeltelijk geschreven door SF-schrijver Curt Siodmak. Een originele poster voor de Engelse versie werd getaxeerd op meer dan $2000 bij de Heritage Auction Galleries in Dallas in de zomer van 2006, hetgeen een hedendaagse interesse suggereert.
Robert H. Goddard, de vader van de rakettechnologie, had twee van zijn 214 patenten op het idee. Arthur C. Clarke vermeldde intercontinentale tunnels in zijn roman uit 1956, The City and the Stars (Stad onder de sterren). De roman uit 1975, A Transatlantic Tunnel, Hurrah!, beschrijft een vacuüm/maglev-systeem op de bodem van de oceaan. Een uitgave van Popular Science suggereert dat een trans-Atlantische tunnel eenvoudiger is dan eerst gedacht en zonder buitengewone ingenieursuitdagingen. Het trekt een gunstige vergelijking met het leggen van trans-Atlantische pijpen en kabels, maar met een prijs van 88 tot 175 miljard dollar.

## Variaties
Er bestaan vele verschillende varianten van het concept, onder andere een buis boven de zeebodem, een tunnel onder de zeebodem, of een combinatie van de twee.
Een voorstel uit de jaren 60 heeft een 5000 kilometer lange vacuümbuis met vacuümtreinen, een theoretisch type magneetzweeftrein, die zou kunnen reizen met snelheden tot 8.000 km/h. Met deze snelheid zou de reistijd tussen New York en Londen minder dan een uur bedragen. Een andere moderne variant, bedoeld om kosten te reduceren is een onderwatertunnel die zo'n vijftien verdiepingen onder het wateroppervlak drijft.